# 西鉄ライオンズ研究会
特定非営利活動法人西鉄ライオンズ研究会（とくていひえいりかつどうほうじん にしてつライオンズけんきゅうかい）は、プロ野球団・西鉄ライオンズ（現・埼玉西武ライオンズ）の歴史を後世に伝えることを目的として運営している、福岡県の特定非営利活動法人である。

## 概要
ライオンズが本拠地を福岡県から埼玉県に移転した1979年に任意団体として設立。
ライオンズは1950年から、西日本鉄道（-1972年）、太平洋クラブ（1973年-1976年）、クラウンガスライター（1977年・1978年）と、経営母体やスポンサーが入れ替わりながらも28年間、九州唯一のプロ野球団として運営されてきた。
西武鉄道グループに買収され埼玉県への移転が決まると、関東在住の西鉄時代からのライオンズファンである4人が、「本拠地を埼玉に移すのであれば、ライオンズの名称は福岡に残すべきだ」と、西武球団（法人格を引き継いだ株式会社西武ライオンズ）や西武鉄道・国土計画など西武鉄道グループに球団名の変更を嘆願するなどの行動を起こした。
しかし、このライオンズのニックネームを奪還するにはもっと多くの人たちの協力が必要と、九州在住・出身者を中心としたライオンズファンによって、「ライオンズを福岡に残す」他、「福岡を本拠とする新チームを作る」「池永正明氏の永久追放処分を解除を求める」ことを念頭に「西鉄ライオンズ研究会」が設立され、1979年7月、発会式が行われた。
この取り組みは、多くのマスコミに取り上げられ、また福岡県内でプロ球団誘致のための署名活動や、西鉄OBと芸能人、地元の草野球愛好家による、交流野球大会などを開催した。
その後、1989年に福岡に本拠地を置くプロ野球チームが10年ぶりに復活（福岡ダイエーホークス→福岡ソフトバンクホークス）したことや、福岡のライオンズが終焉して30年が経過し、これまで福岡本拠地時代の歴史をタブー視してきた西武グループ・西武球団・西鉄グループ側が経営体制・企業情勢などの変化により球団史を再評価・重視する方針に転換した一方、稲尾和久、仰木彬ら西鉄時代を知るOBの他界も相次いだことから、福岡の文化・歴史的遺産といえる西鉄ライオンズの歴史を後世に伝えることを目的として同研究会をNPO法人化することを目指し、2010年に法人登記申請をし、2011年には特定非営利活動法人に認証された。
代表者は、近年ファンが手放したとされる福岡のライオンズ時代の選手のサイン色紙やスポーツ新聞の記事などの歴史的遺産が骨董品店やネットオークションに売買取引されることや、その選手、あるいは任意団体時代の役員が相次いで他界する中での淋しさを感じ、後世に福岡のライオンズを語り継ごうとNPO設立についての経緯を述べており、ファンからの福岡のライオンズの関連グッズの提供や、平和台野球場、小倉球場などの歴史遺産を巡るツアーなどによるイベントを展開。また、稲尾和久の遺品についても、長女が「トラック1台分」に相当する遺品を提供する計画がある。